# كيفن كون
كيفن كون (بالإنجليزية: Kevin Cone)‏ هو لاعب كرة قدم أمريكية أمريكي، ولد في 20 مارس 1988 في ستون ماونتن في الولايات المتحدة.

## وصلات خارجية
- كيفن كون على موقع مرجع كرة القدم المحترفة.كوم (الإنجليزية)